# Pierre Jeanneret
Pierre Jeanneret (Genf, 1896. március 22. – Genf, 1967. december 4.) svájci építész. Húsz évig rendszeresen dolgozott együtt unokatestvérével, Charles-Édouard Jeannerettel, közismertebb nevén Le Corbusier-vel.

## Kezdetek
Arnold-André-Pierre Jeanneret-Gris Genfben született. A tipikus Jura-táj és genfi kálvinista gyökerei határozták meg gyerekkorát. Tanulmányait a Genfi Képzőművészeti Egyetemen végezte, s már diákként zseniális festő, művész és építész volt, akire nagy hatással volt unokatestvére, Charles-Édouard Jeanneret (Le Corbusier), ki egész életében mentora volt.
1916 és 1918 közt a svájci hadseregnél szolgált, biciklisként.

## Karrierje
1922-ben a Jeanneret unokatestvérek megalapították építészeti stúdiójukat, melyben 1927 és 1937 közt Charlotte Perrianddal dolgoztak együtt, a rue de Sèvres-en. 1929-ben a hármasra bízták a Dekorművészek Kiállításán a "háztartási kiegészítők" szekciót, melyen csoportos standot kérvényeztek, hogy megújítsák és kiszélesítsék az 1928-as avantgárd csoport ötletét, amit a Dekorművészek Bizottsága elutasított. Ekkor lemondtak és megalapították a Modern Művészek Unióját (UAM).
Az unokatestvérek később számos felújítást és épületet terveztek, köztük villákat és víkendházakat.
A közös munka egy ideig szünetelt, míg Pierre csatlakozott a francia ellenálláshoz, Le Corbusier pedig a Vichy-kormánynak dolgozott, akik a náci Németországgal szövetkeztek.
A háború után együtt készítettek terveket az indiai Csandígarh városa számára.

## Csandígarh
Jeanneret közösen vett részt Maxwell Fry-jal és Jane Drew-val (akik egy párt alkottak) Csandígarh nagyszabású építészeti projektjében. Legfontosabb munkája kétségtelenül a Csandígarh lakónegyedeit alkotó tömegszállások 14 kategóriájának megtervezése volt. Jeanneret ezen felül Ar. Jugal Kishore Chowdhary-val, Ar. Bhanu Pratap Mathurral és Er. Agya Rammal tervezte meg a Panjab Egyetemet, illetve a Gandhi Bhawan egyetemi könyvtárat.
Jeanneret az építkezést követően Csandígarhban maradt, és a város főépítészeként látta el tanácsokkal a helyi kormányzatot. Öröksége előtt tisztelegve, Csandígarh vezetése felújította rezidenciáját, az ötös szektor 57. házát (4J), amit a városhoz készített terveit bemutató múzeummá alakítottak át 2017. március 22-én, születésének 121. évfordulóján.

A Csandígarh-projekt 15 éve során nyolcméternyi kézirat, dokumentum, fénykép, rajz és Jeanneret–Le Corbusier-levelezés gyűlt össze, melyek részletesen bemutatják Jeanneret városépítési feladatait. Ezek 1967-es halálát követően Jeanneret unokahúgára, Jacqueline Jeanneretre maradtak, és jelenleg a Kanadai Építészeti Központban (CCA) találhatók, Montrealban.

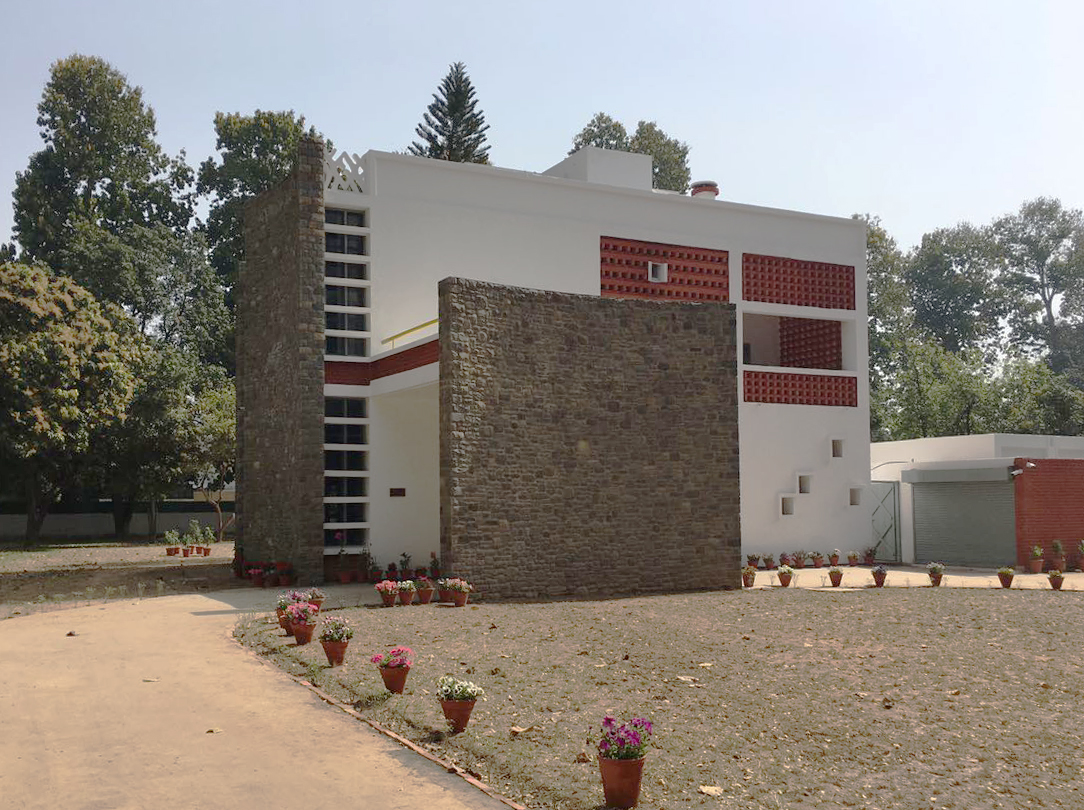
Pierre Jeanneret-ház/múzeum, Csandígarh

Fontos szerepet játszott mentorként Aditya Prakash, Jeet Malhotra, Jugal Kishore Chowdhary, Urmila Eugene Chowdhary, Shiv Dutt Sharma és számos más fiatal indiai építész életében.
Kiemelt csandígarhi munkáihoz tartoznak még a hármas és négyes szektorban található M.L.A. hostelek, a 26-os szektorban található Férfipolitechnikum (CCET), a 17-es szektorban lévő Állami könyvtár, Városháza, s Posta és Távirati Épület, a 19-es szektor Építészirodája (ma Le Corbusier Center), a P.G.I.M.E.R., a 12-es szektorban (Jeanneret, Jeet Malhotra, Aditya Prakash és H.S.Chopra közös munkája), a 16-os szektor Kormányzati Mintaközépiskolája, a 26-os szektor Szent János 
Gimnáziuma és a 11-es szektor V4-es üzletei.

## Bútorai
Épületek mellett Jeanneret bútorokat is tervezett, Le Corbusier-vel közösen is. Minimalista dizájnnal kísérletezett, többek közt rögzítés nélküli széket tervezett.

## Halála
Jeanneret 1967. december 4-én hunyt el, és végrendeletének eleget téve, Csandígarh Sukhna tavában szórták szét hamvait.

## Fordítás
Ez a szócikk részben vagy egészben  a   Pierre Jeanneret című angol Wikipédia-szócikk ezen változatának fordításán alapul.  Az eredeti cikk szerkesztőit annak laptörténete sorolja fel. Ez a jelzés csupán a megfogalmazás eredetét és a szerzői jogokat jelzi, nem szolgál a cikkben szereplő információk forrásmegjelöléseként.